# Siwert Lindberg
Siwert Lindberg, egentligen Sivert Stenleiy Lindberg, född 7 september 1944 i Nässjö, Småland, är en svensk musiker (dragspelare). 
Han är son till sångarevangelisten Carl Lindberg och Anna-Lisa Lindberg. Siwert Lindberg uppträder ofta tillsammans med sin kusin sångarevangelisten Nenne Lindberg och hans dotter Emilia Lindberg, ibland även med kusinen Ted Sandstedt och farbrodern Målle Lindberg.

## Diskografi i urval
- Sjung Halleluja
- Andliga favoriter (2002)
- Pärlor ur den andliga musikskatten med Angelita Nooni (2003)
- Sånger och Minnen (2004)
- När vi råkas ibland (2005)
- Siwert Lindberg 50 år som musiker, Jubileums-CD (2009)